# Медали и премии РАН для молодых учёных
Медаль Российской академии наук с премией за лучшие научные работы молодых учёных и студентов — награда Российской академии наук. Ежегодно присуждаются по 21 направлению исследований в двух номинациях: для молодых учёных (в возрасте до 35 лет) и для студентов высших учебных заведений Российской Федерации. Экспертные комиссии работают при соответствующих отделениях РАН.

## Информация о медали
Российская академия наук (РАН) ежегодно проводит конкурс на соискание медалей (с премиями) за лучшие научные работы молодых учёных и студентов по 21 направлению исследований.
На конкурс принимаются научные работы, выполненные отдельными молодыми учёными или студентами (моложе 36 лет), а также их коллективами (не более 3 человек), представляющими научные организации, образовательные организации высшего образования, предприятия России. Выдвигаются научные работы (или циклы работ), которые вносят существенный вклад в развитие научных знаний, отличаются новизной и оригинальностью в постановке и решении задач. Высокое качество работы, обычно, подтверждается научными публикациями в высокорейтинговых журналах, патентами, подготовленными молодыми учёными самостоятельно или в соавторстве. По каждому направлению премия может быть разделена не более чем между двумя коллективами.
Впервые награды начали присуждаться в 1971 году в соответствии Постановлением Совета Министров СССР №257 от 04.05.1971 (следующая редакция Положения о премиях - Постановление Совета Министров СССР №686 от 12.08.1980).(1), (2)
Медаль является одной из наиболее значимых наград для молодых учёных России, во многих научных учреждениях и ВУЗах служит объективным критерием признания заслуг молодых учёных. (3)
Факсимильные экземпляры дипломов хранятся в Архиве Российской академии наук. (1992), (1999), (2004), (2006)

## Состав награды
— Медаль

— Диплом лауреата

— Нагрудный значок

— Премию (100000 РУБ. для учёных, 50000 РУБ. для студентов, по состоянию на 2024 год)

## Правила выдвижения
Правом выдвижения работы на конкурс обладают:
- Академики РАН и члены-корреспонденты РАН
- Научные организации и ВУЗы России, включая Научные и научно-технические советы, Учёные советы, Советы молодых учёных и специалистов научных организаций, образовательных организаций высшего образования, предприятий и других организаций России

## Перечень направлений
01 Математика

02 Общая физика и астрономия

03 Ядерная физика

04 Информационные технологии, вычислительная техника и автоматизация

05 Энергетика

06 Проблемы машиностроения, механики и процессов управления

07 Химические науки

08 Науки о материалах

09 Физико-химическая биология

10 Общая биология

11 Геология, геофизика, геохимия и горные науки

12 Океанология, физика атмосферы, география

13 Философия, социология, психология и право

14 Экономика

15 История

16 Литература и язык

17 Глобальные проблемы и международные отношения

18 Физиология

19 Сельскохозяйственные науки

20 Медицина

21 Медико-биологические науки

## Церемония награждения
Медали и дипломы, обычно, вручаются в Историческом здании Президиума РАН в присутствии членов РАН, членов Президиума РАН.
В 2023 году Церемония награждения прошла 6 февраля в преддверии Дня науки в Президентском зале Нового здания Президиума РАН (Москва, Ленинский 32) на заседании Президиума РАН (см. виде-трансляцию на канале Научная Россия (9).